# Llista d'espècies d'hersílids
Aquesta és la llista d'espècies d'hersílids, una família d'aranyes araneomorfes descrita per primera vegada per Tord Tamerlan Teodor Thorell l'any 1870.
Conté la informació recollida fins al 9 de novembre de 2006 i hi ha citats 11 gèneres i 145 espècies; però la majoria formen part de dos gèneres: Hersilia amb 74 i Tamopsis amb 50 espècies. La seva distribució és molt àmplia trobant-se per tot el planeta a excepció de la part més septentrional.

## Gèneres i espècies

### Hersilia
Hersilia Audouin, 1826
- Hersilia albicomis Simon, 1887 (Ghana, Costa d'Ivori, Equatorial Guinea, Nigèria)
- Hersilia albinota Baehr & Baehr, 1993 (Xina)
- Hersilia albomaculata Wang & Yin, 1985 (Xina)
- Hersilia aldabrensis Foord & Dippenaar-Schoeman, 2006 (Aldabra, Illes Comoro)
- Hersilia alluaudi Berland, 1919 (Congo, Tanzània)
- Hersilia arborea Lawrence, 1928 (Namíbia, Zimbabwe, Sud-àfrica)
- Hersilia asiatica Song & Zheng, 1982 (Xina, Tailàndia, Taiwan)
- Hersilia australiensis Baehr & Baehr, 1987 (Territori del Nord)
- Hersilia baforti Benoit, 1967 (Congo, Uganda)
- Hersilia baliensis Baehr & Baehr, 1993 (Bali)
- Hersilia bifurcata Baehr & Baehr, 1998 (Territori del Nord)
- Hersilia bubi Foord & Dippenaar-Schoeman, 2006 (Equatorial Guinea, Uganda)
- Hersilia carobi Foord & Dippenaar-Schoeman, 2006 (Costa d'Ivori)
- Hersilia caudata Audouin, 1826 (Illes Cap Verd, Àfrica Occidental fins a la Xina)
- Hersilia clarki Benoit, 1967 (Zimbabwe)
- Hersilia clypealis Baehr & Baehr, 1993 (Tailàndia)
- Hersilia deelemanae Baehr & Baehr, 1993 (Sumatra)
- Hersilia eloetsensis Foord & Dippenaar-Schoeman, 2006 (Madagascar)
- Hersilia facialis Baehr & Baehr, 1993 (Sumatra)
- Hersilia feai Baehr & Baehr, 1993 (Myanmar)
- Hersilia flagellifera Baehr & Baehr, 1993 (Sumatra)
- Hersilia fossulata Karsch, 1881 (Madagascar)
- Hersilia furcata Foord & Dippenaar-Schoeman, 2006 (Congo)
- Hersilia hildebrandti Karsch, 1878 (Tanzània)
- Hersilia igiti Foord & Dippenaar-Schoeman, 2006 (Ruanda)
- Hersilia impressifrons Baehr & Baehr, 1993 (Borneo)
- Hersilia incompta Benoit, 1971 (Costa d'Ivori)
- Hersilia insulana Strand, 1907 (Madagascar)
- Hersilia jajat Rheims & Brescovit, 2004 (Borneo)
- Hersilia kerekot Rheims & Brescovit, 2004 (Borneo)
- Hersilia kinabaluensis Baehr & Baehr, 1993 (Borneo)
- Hersilia lelabah Rheims & Brescovit, 2004 (Borneo)
- Hersilia longbottomi Baehr & Baehr, 1998 (Oest d'Austràlia)
- Hersilia madagascariensis (Wunderlich, 2004) (Madagascar, Illes Comoro)
- Hersilia madang Baehr & Baehr, 1993 (Nova Guinea)
- Hersilia mainae Baehr & Baehr, 1995 (Oest d'Austràlia)
- Hersilia martensi Baehr & Baehr, 1993 (Nepal)
- Hersilia mboszi Foord & Dippenaar-Schoeman, 2006 (Camerun, Costa d'Ivori)
- Hersilia mimbi Baehr & Baehr, 1993 (Oest d'Austràlia)
- Hersilia mjoebergi Baehr & Baehr, 1993 (Sumatra)
- Hersilia moheliensis Foord & Dippenaar-Schoeman, 2006 (Illes Comoro)
- Hersilia montana Chen, 2007 (Taiwan)
- Hersilia mowomogbe Foord & Dippenaar-Schoeman, 2006 (Camerun, Congo)
- Hersilia nentwigi Baehr & Baehr, 1993 (Java, Sumatra, Krakatoa)
- Hersilia nepalensis Baehr & Baehr, 1993 (Nepal)
- Hersilia novaeguineae Baehr & Baehr, 1993 (Nova Guinea)
- Hersilia occidentalis Simon, 1907 (Àfrica, Príncipe)
- Hersilia okinawaensis Tanikawa, 1999 (Japó)
- Hersilia pectinata Thorell, 1895 (Myanmar, Borneo, Filipines)
- Hersilia pungwensis Tucker, 1920 (Zimbabwe)
- Hersilia sagitta Foord & Dippenaar-Schoeman, 2006 (Kenya, Malawi, Tanzània, Sud-àfrica)
- Hersilia savignyi Lucas, 1836 (Sri Lanka, Índia fins a les Filipines)
- Hersilia scrupulosa Foord & Dippenaar-Schoeman, 2006 (Kenya)
- Hersilia selempoi Foord & Dippenaar-Schoeman, 2006 (Kenya)
- Hersilia sericea Pocock, 1898 (Est, Àfrica meridional)
- Hersilia setifrons Lawrence, 1928 (Angola, Namíbia, Sud-àfrica)
- Hersilia sigillata Benoit, 1967 (Gabon, Costa d'Ivori, Congo, Uganda)
- Hersilia simplicipalpis Baehr & Baehr, 1993 (Tailàndia)
- Hersilia striata Wang & Yin, 1985 (Xina, Myanmar, Tailàndia, Java, Sumatra)
- Hersilia sumatrana (Thorell, 1890) (Índia, Malàisia, Sumatra, Borneo)
- Hersilia sundaica Baehr & Baehr, 1993 (Lombok, Sumbawa)
- Hersilia taita Foord & Dippenaar-Schoeman, 2006 (Kenya)
- Hersilia taiwanensis Chen, 2007 (Taiwan)
- Hersilia tamatavensis Foord & Dippenaar-Schoeman, 2006 (Madagascar)
- Hersilia tenuifurcata Baehr & Baehr, 1998 (Oest d'Austràlia)
- Hersilia tibialis Baehr & Baehr, 1993 (Índia, Sri Lanka)
- Hersilia vanmoli Benoit, 1971 (Costa d'Ivori, Togo)
- Hersilia vicina Baehr & Baehr, 1993 (Tailàndia)
- Hersilia vinsoni Lucas, 1869 (Madagascar)
- Hersilia wellswebberae Baehr & Baehr, 1998 (Territori del Nord)
- Hersilia wraniki Rheims, Brescovit & van Harten, 2004 (Iemen, Socotra)
- Hersilia xinjiangensis Liang & Wang, 1989 (Xina)
- Hersilia yaeyamaensis Tanikawa, 1999 (Japó)
- Hersilia yunnanensis Wang, Song & Qiu, 1993 (Xina)

### Hersiliola
Hersiliola Thorell, 1870
- Hersiliola afghanica Roewer, 1960 (Afganistan, Turkmenistan)
- Hersiliola macullulata (Dufour, 1831) (Mediterrani fins a Turkmenistan, Burkina Faso)
- Hersiliola pallida Kroneberg, 1875 (Àsia central)
- Hersiliola simoni (O. P.-Cambridge, 1872) (Mediterrani, Nigèria, Illes Cap Verd)
- Hersiliola versicolor (Blackwall, 1865) (Illes Cap Verd)

### Iviraiva
Iviraiva Rheims & Brescovit, 2004
- Iviraiva argentina (Mello-Leitão, 1942) (Brasil, Bolívia, Paraguai, Argentina)
- Iviraiva pachyura (Mello-Leitão, 1935) (Brasil, Paraguai, Argentina)

### Murricia
Murricia Simon, 1882
- Murricia cornuta Baehr & Baehr, 1993 (Singapur)
- Murricia crinifera Baehr & Baehr, 1993 (Sri Lanka)
- Murricia triangularis Baehr & Baehr, 1993 (Índia)

### Neotama
Neotama Baehr & Baehr, 1993
- Neotama corticola (Lawrence, 1937) (Sud-àfrica)
- Neotama cunhabebe Rheims & Brescovit, 2004 (Perú, Brasil)
- Neotama forcipata (F. O. P.-Cambridge, 1902) (Mèxic fins al Salvador)
- Neotama longimana Baehr & Baehr, 1993 (Java, Sumatra)
- Neotama mexicana (O. P.-Cambridge, 1893) (EUA fins a Perú, Guyana)
- Neotama obatala Rheims & Brescovit, 2004 (Perú, Brasil, Guyana)
- Neotama punctigera Baehr & Baehr, 1993 (Índia)
- Neotama rothorum Baehr & Baehr, 1993 (Índia)
- Neotama variata (Pocock, 1899) (Sri Lanka)

### Promurricia
Promurricia Baehr & Baehr, 1993
- Promurricia depressa Baehr & Baehr, 1993 (Sri Lanka)

### Tama
Tama Simon, 1882
- Tama edwardsi (Lucas, 1846) (Espanya, Portugal, Algèria)

### Tamopsis
Tamopsis Baehr & Baehr, 1987
- Tamopsis amplithorax Baehr & Baehr, 1987 (Oest d'Austràlia)
- Tamopsis arnhemensis Baehr & Baehr, 1987 (Territori del Nord, Queensland)
- Tamopsis brachycauda Baehr & Baehr, 1987 (Queensland, Nova Gal·les del Sud)
- Tamopsis brevipes Baehr & Baehr, 1987 (Nova Gal·les del Sud)
- Tamopsis brisbanensis Baehr & Baehr, 1987 (Queensland, Nova Gal·les del Sud)
- Tamopsis centralis Baehr & Baehr, 1987 (Queensland)
- Tamopsis circumvidens Baehr & Baehr, 1987 (Oest d'Austràlia, Victòria)
- Tamopsis cooloolensis Baehr & Baehr, 1987 (Queensland)
- Tamopsis darlingtoniana Baehr & Baehr, 1987 (Oest d'Austràlia)
- Tamopsis daviesae Baehr & Baehr, 1987 (Queensland)
- Tamopsis depressa Baehr & Baehr, 1992 (Oest d'Austràlia, Territori del Nord)
- Tamopsis ediacarae Baehr & Baehr, 1988 (Sud d'Austràlia)
- Tamopsis eucalypti (Rainbow, 1900) (Queensland fins a Sud d'Austràlia)
- Tamopsis facialis Baehr & Baehr, 1993 (Oest d'Austràlia, Sud d'Austràlia, Nova Gal·les del Sud)
- Tamopsis fickerti (L. Koch, 1876) (Queensland, Nova Gal·les del Sud, Victòria)
- Tamopsis fitzroyensis Baehr & Baehr, 1987 (Oest d'Austràlia, Queensland)
- Tamopsis floreni Rheims & Brescovit, 2004 (Borneo)
- Tamopsis forrestae Baehr & Baehr, 1988 (Queensland)
- Tamopsis gibbosa Baehr & Baehr, 1993 (Oest d'Austràlia, Sud d'Austràlia)
- Tamopsis gracilis Baehr & Baehr, 1993 (Oest d'Austràlia)
- Tamopsis grayi Baehr & Baehr, 1987 (Nova Gal·les del Sud)
- Tamopsis harveyi Baehr & Baehr, 1993 (Territori del Nord)
- Tamopsis hirsti Baehr & Baehr, 1998 (Sud d'Austràlia)
- Tamopsis jongi Baehr & Baehr, 1995 (Oest d'Austràlia)
- Tamopsis kimberleyana Baehr & Baehr, 1998 (Oest d'Austràlia)
- Tamopsis kochi Baehr & Baehr, 1987 (Oest d'Austràlia, Nova Gal·les del Sud)
- Tamopsis leichhardtiana Baehr & Baehr, 1987 (Oest d'Austràlia, Territori del Nord, Queensland)
- Tamopsis longbottomi Baehr & Baehr, 1993 (Territori del Nord)
- Tamopsis mainae Baehr & Baehr, 1993 (Oest d'Austràlia)
- Tamopsis mallee Baehr & Baehr, 1989 (Austràlia Occidental i Meridional, Nova Gal·les del Sud)
- Tamopsis minor Baehr & Baehr, 1998 (Oest d'Austràlia)
- Tamopsis nanutarrae Baehr & Baehr, 1989 (Oest d'Austràlia)
- Tamopsis occidentalis Baehr & Baehr, 1987 (Oest d'Austràlia)
- Tamopsis perthensis Baehr & Baehr, 1987 (Oest d'Austràlia)
- Tamopsis petricola Baehr & Baehr, 1995 (Queensland)
- Tamopsis piankai Baehr & Baehr, 1993 (Oest d'Austràlia)
- Tamopsis platycephala Baehr & Baehr, 1987 (Queensland)
- Tamopsis pseudocircumvidens Baehr & Baehr, 1987 (Oest d'Austràlia, Sud d'Austràlia, Territori del Nord)
- Tamopsis queenslandica Baehr & Baehr, 1987 (Queensland, Nova Gal·les del Sud)
- Tamopsis raveni Baehr & Baehr, 1987 (Queensland, Sud d'Austràlia)
- Tamopsis reevesbyana Baehr & Baehr, 1987 (Oest d'Austràlia, Sud d'Austràlia)
- Tamopsis riverinae Baehr & Baehr, 1993 (Nova Gal·les del Sud)
- Tamopsis rossi Baehr & Baehr, 1987 (Oest d'Austràlia)
- Tamopsis transiens Baehr & Baehr, 1992 (Oest d'Austràlia, Territori del Nord, Victòria)
- Tamopsis trionix Baehr & Baehr, 1987 (Queensland)
- Tamopsis tropica Baehr & Baehr, 1987 (Territori del Nord, Queensland)
- Tamopsis tweedensis Baehr & Baehr, 1987 (Queensland, Nova Gal·les del Sud)
- Tamopsis warialdae Baehr & Baehr, 1998 (Nova Gal·les del Sud)
- Tamopsis wau Baehr & Baehr, 1993 (Nova Guinea)
- Tamopsis weiri Baehr & Baehr, 1995 (Oest d'Austràlia)

### Tyrotama
Tyrotama Foord & Dippenaar-Schoeman, 2005
- Tyrotama abyssus Foord & Dippenaar-Schoeman, 2005 (Sud-àfrica)
- Tyrotama arida (Smithers, 1945) (Sud-àfrica)
- Tyrotama australis (Simon, 1893) (Sud-àfrica)
- Tyrotama bicava (Smithers, 1945) (Namíbia)
- Tyrotama fragilis (Lawrence, 1928) (Angola, Namíbia)
- Tyrotama incerta (Tucker, 1920) (Sud-àfrica)
- Tyrotama soutpansbergensis Foord & Dippenaar-Schoeman, 2005 (Sud-àfrica)
- Tyrotama taris Foord & Dippenaar-Schoeman, 2005 (Sud-àfrica)

### Yabisi
Yabisi Rheims & Brescovit, 2004
- Yabisi guaba Rheims & Brescovit, 2004 (República Dominicana)
- Yabisi habanensis (Franganillo, 1936) (EUA, Cuba)

### Ypypuera
Ypypuera Rheims & Brescovit, 2004
- Ypypuera crucifera (Vellard, 1924) (Veneçuela fins a Argentina)
- Ypypuera esquisita Rheims & Brescovit, 2004 (Ecuador)
- Ypypuera vittata (Simon, 1887) (Veneçuela, Perú, Brasil, Surinam)